# Allan Evans (piłkarz)
Allan James Evans (ur. 12 października 1956 w Dunfermline) – szkocki piłkarz występujący na pozycji obrońcy.

## Kariera klubowa
Evans zawodową karierę rozpoczynał w 1973 roku w szkockim Dunfermline Athletic ze Scottish First Division. W 1974 roku awansował z nim do Scottish Premier Division. W 1976 roku wrócił z zespołem do Scottish First Division. W Dunfermline spędził jeszcze rok.
W 1977 roku Evans trafił do angielskiej Aston Villi z Division One. W tych rozgrywkach zadebiutował 4 marca 1978 roku w zremisowanym 0:0 pojedynku z Leicester City. W 1981 roku zdobył z zespołem mistrzostwo Anglii, a w 1982 roku Puchar Mistrzów, a w 1983 Superpuchar Europy. W Aston Villi spędził 12 lat.
W 1989 roku Evans odszedł do Leicester City z Division Two. Spędził tam rok, a potem przeszedł do Darlington z Division Four. W 1992 roku, po awansie z zespołem do Division Three, zakończył karierę.

## Kariera reprezentacyjna
W reprezentacji Szkocji Evans zadebiutował 23 marca 1982 roku w wygranym 2:1 towarzyskim spotkaniu z Holandią. W tym samym roku został powołany do kadry na Mistrzostwa Świata. Zagrał na nich w meczu z Nową Zelandią (5:2). Z tamtego turnieju Szkocja odpadła po fazie grupowej. W drużynie narodowej Evans rozegrał w sumie 4 spotkania, wszystkie w 1982 roku.